# 黄若
黄若（1976年—），生于海南琼海，美籍华人，作曲家、指挥家、钢琴家和歌手。

## 生平
先后就读于上海音乐学院附中和上海音乐学院。1995年，获得欧柏林音乐学院全额奖学金赴美深造，后在纽约朱利亚音乐学院完成作曲硕士和博士学位。曾被《华尔街日报》称为“具有极度冲击力和实力的年轻作曲家”。他早在求学期间即获得多个奖项，包括1995年瑞士国际电影音乐节“亨利曼希尼奖”和美国欧柏林作曲奖，2008年他获得卢森堡国际作曲大赛第一名和观众票选特别奖。他的作品先后获纽约爱乐乐团、费城交响乐团、林肯艺术中心室内乐协会委约演出。黄若现任纽约州立大学作曲系教授、臺灣國家交響樂團2015年、2016年駐團作曲家。